# Yélou
Yélou (auch: Yéllou, Yelu) ist eine Landgemeinde im Departement Gaya in Niger.

## Geographie
Yélou liegt in der Landschaft Dendi in der Sudanregion und grenzt im Osten an den Nachbarstaat Nigeria. Die Nachbargemeinden in Niger sind Dioundiou im Norden, Bana, Gaya und Tanda im Süden sowie Farey, Gollé und Sambéra im Westen. Bei den Siedlungen im Gemeindegebiet von Yélou handelt es sich um 54 Dörfer, 131 Weiler und 22 Lager. Der Hauptort der Landgemeinde ist das Dorf Yélou. Weitere größere Dörfer sind Malgorou und Kawara N’Débé.
Durch das Gemeindegebiet verlaufen in Nord-Süd-Richtung die großen, periodisch wasserführenden Trockentäler Dallol Foga und Dallol Maouri. Im Westen gehört etwa ein Drittel der Gemeinde zum Dosso-Reservat, einem 306.500 Hektar großen Naturschutzgebiet, das 1962 als Pufferzone zum Nationalpark W eingerichtet wurde.

## Geschichte

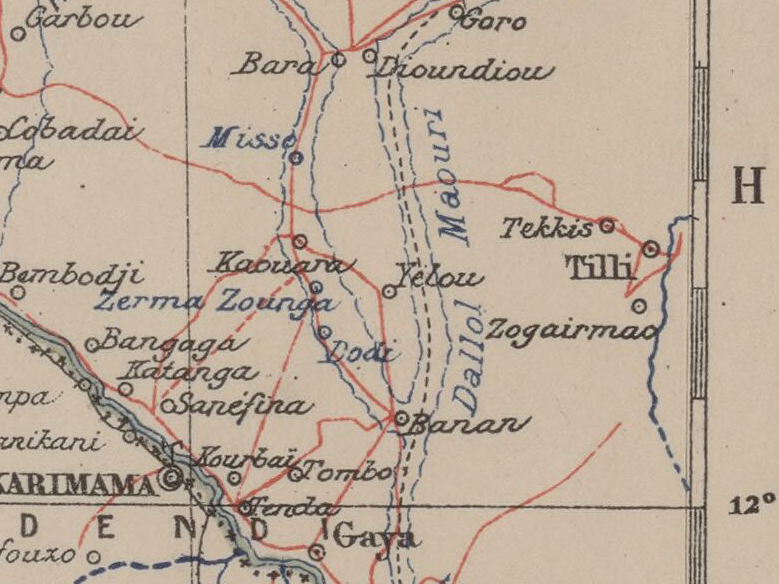
Ausschnitt einer Karte von 1903 mit Yélou im Zentrum

Yélou wurde von der Volksgruppe der Tyenga gegründet, die im 17. Jahrhundert im Gebiet des heutigen Departements Gaya siedelte. Der deutsche Afrikaforscher Heinrich Barth besuchte den Ort im Jahr 1853. Die französische Kolonialverwaltung machte Anfang des 20. Jahrhunderts aus Yélou einen Kanton. Die 240 Kilometer lange Piste zwischen Dogondoutchi und Gaya, die durch Yélou führte, galt in den 1920er Jahren als einer der Hauptverkehrswege in der damaligen französischen Kolonie Niger. Sie war in der Trockenzeit mit Automobilen befahrbar. Die Landgemeinde Yélou ging 2002 bei einer landesweiten Verwaltungsreform aus dem Kanton Yélou hervor. Bei Überschwemmungen im Jahr 2018 stürzten 44 Häuser im Hauptort ein.

## Bevölkerung
Bei der Volkszählung 2012 hatte die Landgemeinde 68.404 Einwohner, die in 8281 Haushalten lebten. Bei der Volkszählung 2001 betrug die Einwohnerzahl 45.496 in 5837 Haushalten.
Im Hauptort lebten bei der Volkszählung 2012 3407 Einwohner in 497 Haushalten, bei der Volkszählung 2001 2209 in 283 Haushalten und bei der Volkszählung 1988 3281 in 402 Haushalten.
In ethnischer Hinsicht ist die Gemeinde ein Siedlungsgebiet von Tyenga, Kabbawa, Zarma und Fulbe.

## Politik
Der Gemeinderat (conseil municipal) hat 18 gewählte Mitglieder. Mit den Kommunalwahlen 2020 sind die Sitze im Gemeinderat wie folgt verteilt: 8 ANDP-Zaman Lahiya, 8 PNDS-Tarayya und 2 MODEN-FA Lumana Africa.
Jeweils ein traditioneller Ortsvorsteher (chef traditionnel) steht an der Spitze von 53 Dörfern in der Gemeinde, darunter dem Hauptort.

## Wirtschaft und Infrastruktur

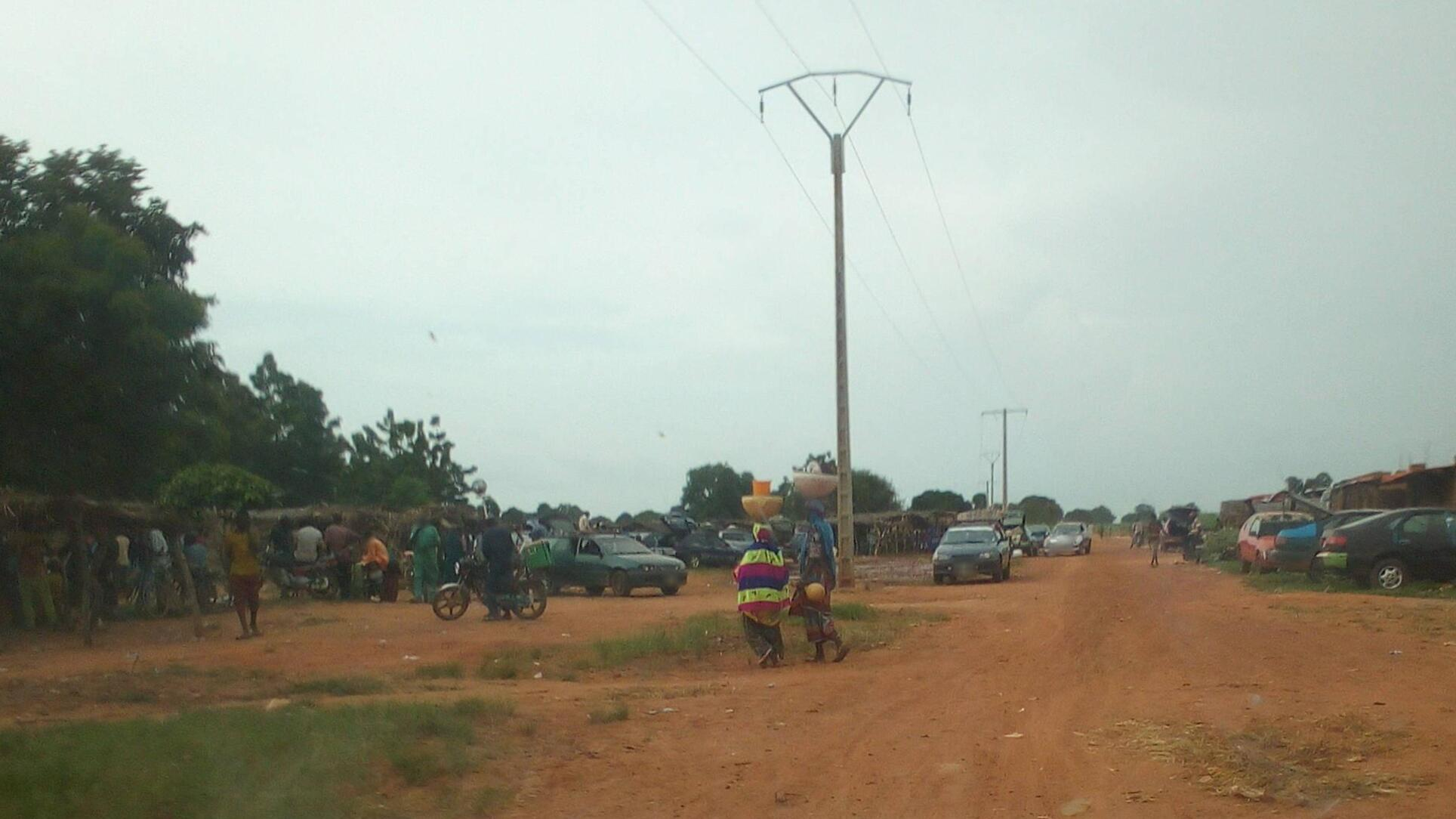
Markt in Adiga Lélé (2023)

Im Osten der Gemeinde wird Bewässerungsfeldwirtschaft betrieben, der Westen gehört zu einer Zone, in der Regenfeldbau vorherrscht. Die Rônierpalmen-Zonen von Banikoubeye, Banizoumbou Alfa Koira, Damana, Dangnakou, Garin Goni II, Imbotché, Kahel, Sormo, Téla und Tousseye-Dankouna erstrecken sich über eine Gesamtfläche von 11.359 Hektar. In Yélou gibt es mehrere Wochenmärkte. Der Markttag ist Montag im Hauptort Yélou und im Dorf Kawara N’Débé, Freitag im Dorf Malgorou. Das staatliche Versorgungszentrum für landwirtschaftliche Betriebsmittel und Materialien (CAIMA) unterhält eine Verkaufsstelle im Hauptort.
Gesundheitszentren des Typs Centre de Santé Intégré (CSI) sind im Hauptort sowie in den Siedlungen Adiga Lélé, Kawara N’Débé und Malgorou vorhanden. Der CEG Yélou, der CEG Kawara N’Débé und der CEG Malgorou sind allgemein bildende Schulen der Sekundarstufe des Typs Collège d’Enseignement Général (CEG). Das Berufsausbildungszentrum Centre de Formation aux Métiers de Yélou (CFM Yélou) bietet einen Lehrgang in Schneiderei an.

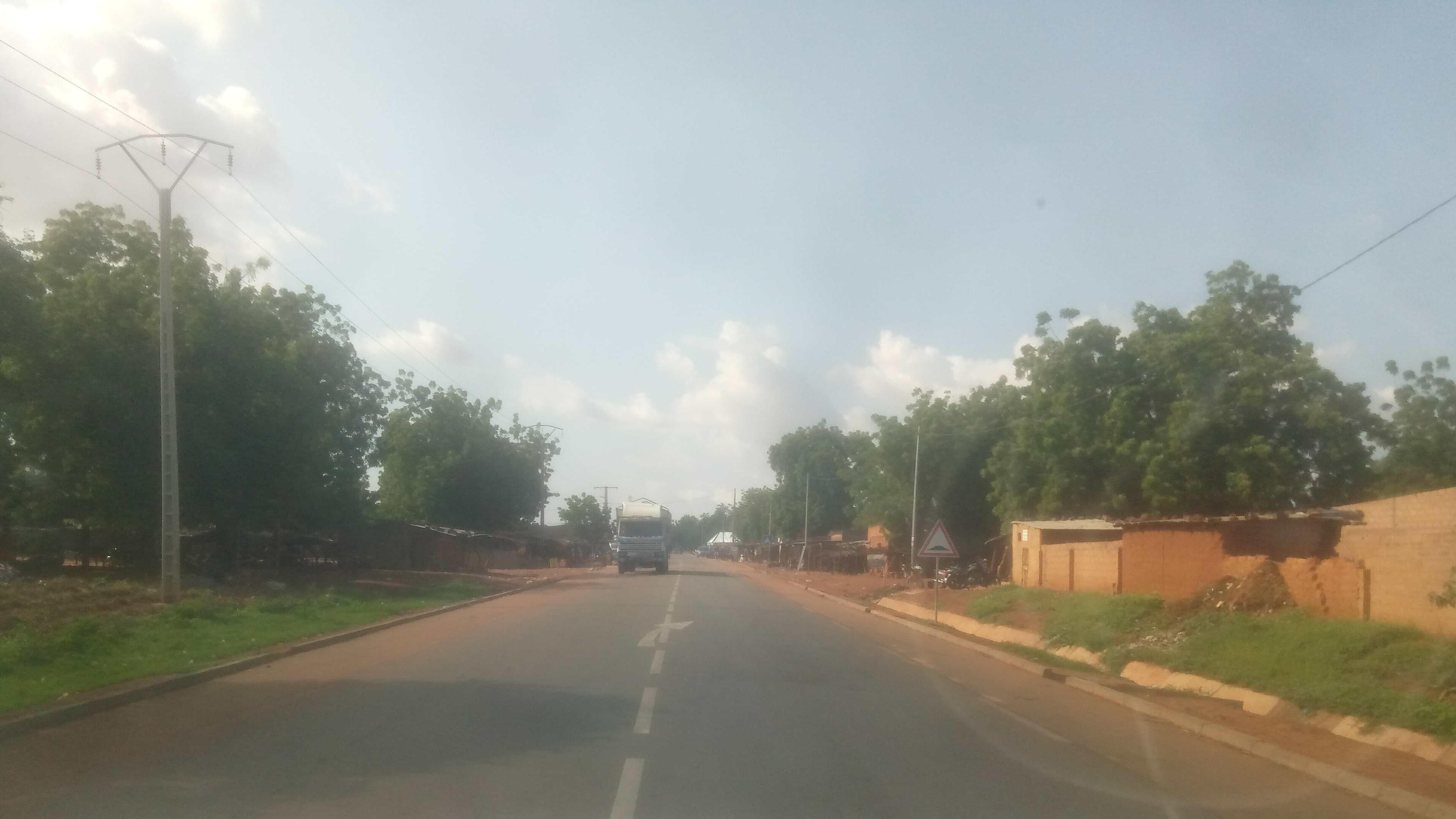
Nationalstraße 7 in Malgorou (2023)

Durch den Westen der Gemeinde verläuft die Nationalstraße 7 zwischen der Regionalhauptstadt Dosso und der Staatsgrenze zu Benin. Von der Nationalstraße 7 zweigen im Weiler Mafouta die Nationalstraße 2 nach Boureïmi, zwischen Mafouta und dem Dorf Malgorou die Route 357 nach Sia und die Route 358 nach Kawara N’Débé, in Malgorou die über den Hauptort Yélou führende Landstraße RR3-002 nach Guéza Bissala und beim Weiler Téla die Route 340 nach Sia ab. Von der Landstraße RR3-002 zweigt im Hauptort die Route 354 zur Staatsgrenze mit Nigeria ab. In der Nähe des Hauptorts mündet die aus Gouiwa kommende Landstraße RR3-001 in die Landstraße RR3-002.

## Persönlichkeiten
- Yahaya Chaibou (* 1960), Beamter und Politiker
- Daouda Malam Wanké (1954–2004), Offizier und Staatschef Nigers